# Zhecheng
Zhecheng, även romaniserat Checheng, är ett härad som lyder under Shangqius stad på prefekturnivå i Henan-provinsen i norra Kina.

## Indelning på sockennivå

### Köpngar
Chengguan (城关镇), Chenqingji (陈青集镇), Qitai (起台镇), Huxiang (胡襄镇), Cisheng (慈圣镇), Anping (安平镇), Yuanxiang (远襄镇)

### Socknar
Shaoyuan socken (邵元乡), Zhangqiao socken (张桥乡), Liangzhuang socken (梁庄乡), Hong'en socken (洪恩乡), Laowangji socken (老王集乡), Dawu socken (大仵乡), Maji socken (马集乡), Niucheng socken (牛城乡), Huiji socken (惠济乡), Bogang socken (伯岗乡), Gangwang socken (岗王乡), Shenqiao socken (申桥乡), Liyuan socken (李原乡), Huangji socken (皇集乡)

## Källa
1. ↑  ”worldpostmarks.net”. Arkiverad från originalet den 2 januari 2015. https://web.archive.org/web/20150102101710/http://worldpostmarks.net/HTML%20Countries/china.htm. Läst 22 juli 2015.

Indelning på sockennivå från engelskspråkiga wikipedia har lagts in på prov.